# Haïm Ramon
Haïm Ramon, né le 10 avril 1950 à  Jaffa (Israël), est un homme politique et parlementaire israélien. Il est membre du parti Kadima depuis 2005. Ministre de la Justice du 4 mai 2006 au 22 août 2006, il est 1er vice-premier ministre, ministre sans portefeuille du 4 juillet 2007 au 31 mars 2009.
En octobre 2021, son nom est cité dans les Pandora Papers.

## Carrière politique
Né à Jaffa, Ramon sert dans l'aviation israélienne jusqu'au rang de capitaine, puis étudie le droit à l'Université de Tel Aviv. Il rejoint le Parti travailliste au moment où il quitte l'armée et devient secrétaire de la jeunesse travailliste de 1978 à 1989. Il est élu à la Knesset en 1981.
En 1992, Ramon devient ministre de la Santé du gouvernement d'Yitzhak Rabin. Son différend sur la politique économique de Rabin qu'il juge trop libérale l'amène à démissionner en 1994 et à briguer la direction de la Histadrout avec le soutien d'Amir Peretz. Il revient au gouvernement sous Shimon Peres après l'assassinat de Rabin, en tant que ministre de l'Intérieur de 1995 à la défaite travailliste de 1996.
Au retour des travaillistes dans le gouvernement d'Ehoud Barak en 1999, Ramon prend un poste de supervision des réformes et des relations du gouvernement avec le parlement. Il redevient ministre de l'Intérieur en 2000, jusqu'à la défaite de Barak aux élections anticipées de 2001. Il rejette les propositions de Barak d'intégrer des ministres travaillistes dans le gouvernement de coalition de Ariel Sharon, et ne participe pas à la coalition formée par Sharon et Binyamin Ben-Eliezer, successeur de Barak à la tête des travaillistes. Haïm Ramon perd les élections internes en novembre 2002, face à Amram Mitzna.
En novembre 2005, Haïm Ramon rejoint le nouveau parti de Ariel Sharon, Kadima.

## Condamnation pour harcèlement sexuel
Le 12 juillet 2006, une jeune soldate de 21 ans, qui fêtait la fin de son service militaire demande au ministre de poser avec elle pour une photo. Il s'exécute, et, à l'issue de la séance de pose, l'embrasse à pleine bouche. La jeune femme porte plainte pour harcèlement sexuel, lui nie et affirme avoir été provoqué.
Le 20 août 2006, au centre de cette affaire de harcèlement sexuel, il présente sa démission de son poste de ministre de la Justice, poste qu'il occupait depuis le 4 mai 2006. Ramon est jugé coupable le 31 janvier 2007. La peine sera prononcée le 21 février 2007, il risque jusqu'à 3 ans de prison. L'ancien ministre a d'ores et déjà décidé de faire appel.
L'affaire, qui a été très largement commentée, les rôles respectifs des protagonistes soupesés, met un terme, au moins temporaire, à la carrière de l'homme politique, et met en difficulté le gouvernement d'Ehoud Olmert, déjà fragilisé.

## Référence
1. ↑  (en-US) T. O. I. staff et Agencies, « Former justice minister, billionaire among Israelis named in ‘Pandora Papers’ », sur www.timesofisrael.com (consulté le 5 octobre 2021)
2. ↑  (en) Olmert ally loses harassment case, BBC News, 31 janvier 2007
3. ↑  « L'ancien ministre israélien de la justice jugé coupable d'"acte indécent" », article de Michel Bôle-Richard, Le Monde du vendredi 2 février 2007